# Шерпа
Шерпа је метална кухињска посуда ваљкастог облика намењена за припремање хране кувањем.
Шерпа може бити са поклопцем или без поклопца.
Поклопац служи да би се смањила испарења воде и заштитила садржина у шерпи од прашине.
Шерпе се израђују од специјалних материјала, раније су биле у боји (емајлиране) док су данас махом израђене од квалитетних нерђајућих челика ростфраја или прохрома.